# 2421 Nininger
A 2421 Nininger (ideiglenes jelöléssel 1979 UD) egy kisbolygó a Naprendszerben. Edward L. G. Bowell fedezte fel 1979. október 17-én.